# Strawbs Live in New York 75
Strawbs, Live at The Calderone, New York, ‘75 is een live muziekalbum van de Britse band Strawbs. Na het algemeen beschouwd mindere album Nomadness is Dave Cousins even verslagen. Hij besluit dat het werken met gasttoetsenisten geen succes is, en trekt twee nieuwe vaste leden aan: John Mealing en Robert Kirby, die laatste kent hij al van orkestraties van eerdere albums. Van het concert verschijnen privé-opnamen; de geluidskwaliteit is niet best, maar enkele tracks zijn niet op andere wijze live te horen.

## Musici
- Dave Cousins – zang, gitaar
- Dave Lambert – gitaar, zang
- Chas Cronk – bas, zang
- John Mealing, Robert Kirby – toetsen
- Rod Coombes - slagwerk.

## Composities
1. Still small voice (Cousins)
2. Ghostst;
3. Autumn (John Hawken/Cousins)
4. Hanging in the gallery (Cousins)
5. The promised land (Cronk)
6. New world (Cousins)
7. Lemon pie (Cousins)
8. Remembering (Hawken)/ You and I (when we were young) (Cousins)
9. Out in the cold /Round and round (Cousins)
10. The life auction (Cousins/Hawken/Lambert)
11. To be free (Cousins)
12. Heron and heroine (Cousins)